# La storia futura
La storia futura (The Past Through Tomorrow) è un'antologia di racconti di fantascienza dello scrittore statunitense Robert A. Heinlein del 1967.
Alcuni dei racconti inclusi variano con le edizioni. Le storie fanno parte del ciclo della Storia futura; in occasione dell'uscita dell'antologia nel 1967 Heinlein apportò molte lievi modifiche per aggiornarle e migliorarne la coerenza interna.
Questa versione dei testi è stata tradotta in italiano da Giuseppe Lippi - ad eccezione di Requiem e L'uomo che vendette la Luna che sono invece stati tradotti da Paola Francioli e Lia Volpatti - e pubblicata dalla Mondadori in due volumi degli Oscar Fantascienza negli anni ottanta e poi di nuovo negli anni novanta suddivisa in quattro volumi negli Urania Classici.
Dall'edizione italiana sono stati esclusi due racconti del 1941: I figli di Matusalemme (ampliato in romanzo nel 1958) e Orfani del cielo. È invece compresa l'introduzione di Damon Knight.

## La storia futura - 1987
Il primo volume dell'edizione degli anni ottanta, pubblicato nella collana Oscar Mondadori n. 1976, sotto-collana Oscar Fantascienza n. 62, del 28 settembre 1987, è intitolato La storia futura e comprende dieci racconti (due dei quali lunghi) e il romanzo breve L'uomo che vendette la Luna. 

### La storia futura - volume 1 - 1997
Il primo volume dell'edizione degli anni novanta comprende una "Nota" di Giuseppe Lippi, a pagina 14, oltre a quattro delle opere contenute nella raccolta pubblicata nel 1987:
- La linea della vita (Life-Line, 1939, un mese prima di Misfit)
- Le strade devono correre (The Roads Must Roll, 1940)
- A volte esplodono (Blowups Happen, 1940)
- L'uomo che vendette la Luna (The Man Who Sold the Moon, 1950)

### La storia futura - volume 2 - 1998
Il secondo volume dell'edizione degli anni novanta comprende le restanti sette opere contenute nella raccolta pubblicata nel 1987:
- Dalila e il costruttore spaziale (Delilah and the Space Rigger, 1949)
- Autista spaziale ( Space Jockey, 1947)
- Requiem (Requiem, 1940)
- La lunga guardia (The Long Watch, 1949)
- Signori, seduti (Gentlemen, Be Seated!, 1948)
- I neri pozzi della Luna (The Black Pits of Luna, 1948)
- È bello tornare a casa! (It's Great to Be Back!, 1947)

## La storia futura: ancora più lontano - 1988
Il secondo volume dell'edizione degli anni ottanta, pubblicato nella collana Oscar Mondadori n. 2011, sotto-collana Oscar Fantascienza n. 67, del 26 febbraio 1988, è intitolato La storia futura: ancora più lontano e comprende sette racconti (due dei quali lunghi) ed i romanzi brevi Logica dell'impero e "Se continua così...". 

### La storia futura - volume 3 - 1999
Il terzo volume dell'edizione degli anni novanta comprende una postfazione di Giuseppe Lippi, intitolata Passato e futuro di Heinlein, oltre a sette delle opere contenute nel volume del 1988. 
In questa raccolta Confino ha preso il posto di "Se continua così...", non rispettando la cronologia interna delle storie.
- Portiamo anche a spasso i cani (—We Also Walk Dogs, 1941)
- Luce musicale (Searchlight, 1962)
- Mal di spazio (Ordeal in Space, 1948)
- Le verdi colline della Terra (The Green Hills of Earth, 1947)
- Logica dell'impero (Logic of Empire, 1941)
- Minaccia dalla Terra (The Menace From Earth, 1957)
- Confino (Coventry, 1940)

### La storia futura - volume 4 - 1999
Il secondo volume dell'edizione degli anni novanta comprende le restanti due opere contenute nella raccolta pubblicata nel 1988.
In questa raccolta "Se continua così..." ha preso il posto di Confino, non rispettando la cronologia interna delle storie.
- "Se continua così..." (If This Goes On—, 1940)
- Disadattato (Misfit, 1939)